# احمد مکی
احمد مکی (عربی: أحمد مكي؛ زادهٔ ۱۹ ژوئن ۱۹۸۰) هنرپیشه، خواننده رپ ونویسنده اهل مصر است.